# Dekanat Buda-Południe
Dekanat Buda-Południe – jeden z 16 dekanatów rzymskokatolickiej archidiecezji ostrzyhomsko-budapeszteńskiej na Węgrzech. 
Według stanu na kwiecień 2018 w skład dekanatu Buda-Południe wchodziło 7 parafii rzymskokatolickich. 

## Lista parafii
W skład dekanatu Buda-Południe wchodzą następujące parafie:
1. Parafia św. Michała w Budapeszcie-Albertfalv
2. Parafia Najświętszego Serca Jezusowego w Budapeszcie-Baross Gábor-telep
3. Parafia św. Leopolda w Budapeszcie-Budafok-Belváros
4. Parafia Najświętszego Serca Jezusowego w Budapeszcie-Budafok-Felsőváros
5. Parafia św. Stefana w Budapeszcie-Budatétény
6. Parafia Trójcy Przenajświętszej w Budapeszcie-Kelenvölgy
7. Parafia Wniebowzięcia Najświętszej Maryi Panny w Budapeszcie-Nagytétény